# Henrik V av Luxemburg
Henrik V av Luxemburg, född 1216 el. -17, död 24 december 1281, var regerande greve av Luxemburg från 1247 till 1281.